# Ferdinand Udvardy
Ferdinand Udvardy (Presburgo, 1895 – dopo il 1945) è stato un aviatore austro-ungarico.
Lo Stabsfeldwebel Ferdinand Udvardy fu un militare di leva ungherese dell'esercito dell'Impero austro-ungarico che divenne un Asso dell'aviazione accreditato di 9 vittorie aeree. Dopo la dissoluzione dell'Austria-Ungheria, Udvardy divenne un cittadino ungherese e durante le Conseguenze della prima guerra mondiale, difese la sua nuova nazione dall'invasione.

## Biografia e servizio nella prima guerra mondiale
Ferdinand Udvardy nacque a Presburgo, l'odierna Bratislava, nel 1895. Era di origine ungherese. È entrato nel servizio militare nel 1915 ed assegnato al 72º reggimento di fanteria dell'Imperiale e regio esercito. Dopo l'Addestramento reclute della fanteria, si arruolò volontario per l'addestramento aeronautico, fu assegnato ala Fliegerersatzkompanie 6 e si qualificò come pilota con il grado di Caporale il 21 settembre 1916. Fu assegnato alla Fliegerkompanie 10 il 1º ottobre 1916, effettuando sei missioni di combattimento nel velivolo due posti da ricognizione quando ha richiesto prontamente di diventare pilota da caccia. Si è allenato ulteriormente, poiché con il caccia Hansa-Brandenburg D.I era difficile da volare con velocità inferiori ed bassa quota ed è stato trasferito alla Fliegerkompanie 42J, che era un'unità da caccia dedicata, nel maggio 1917. La Flik 42J aveva otto assi nei suoi ranghi: Johann Risztics, Otto Jäger, Karl Teichmann, Friedrich Hefty, Ernst Strohschneider, Georg Kenzian, Franz Gräser e Karl Patzelt.
Udvardy rimase con la Flik 42J fino alla fine della guerra. L'equipaggiamento dell'unità si è evoluto per includere i caccia Halberstadt D.II e Phönix D.I, ma l'Albatros D.III è diventato predominante. Mentre con l'unità, Udvardy ha ottenuto otto vittorie aeree ed è stato premiato due volte con la medaglia d'oro e la medaglia d'argento. Fu ferito una volta, al ginocchio il 27 ottobre 1917, e prese tre mesi di recupero prima che potesse volare di nuovo. Diventava amico intimo, sia a terra che in aria, con altri due sottufficiali nello squadriglia; dopo che Hefty e Risztics hanno ricevuto le loro medaglie d'onore al valor militare in oro, il trio è diventato noto come "The Golden Triumvirate". Udvardy sarebbe sopravvissuto al conflitto senza essere ferito fino al 27 ottobre 1918. Finì la sua guerra con la promozione a Stabsfeldwebel.

## Il dopoguerra
Quando l'Impero austro-ungarico si sciolse, Udvardy divenne un cittadino ungherese. Ha servito nell'8º squadrone del Corpo rosso dell'aria, insieme a Risztics, Hefty, Sándor Kasza e Stefan Fejes, quando l'Ungheria ha combattuto gli invasori nel 1919. Udvardy ha conseguito la sua ultima vittoria aerea contro i rumeni in questo periodo.
Si ritiene che Udvardy sia sopravvissuto alla seconda guerra mondiale, ma morì poco dopo.